# Fred Schell
 (janvier 2012).
Si vous disposez d'ouvrages ou d'articles de référence ou si vous connaissez des sites web de qualité traitant du thème abordé ici, merci de compléter l'article en donnant les références utiles à sa vérifiabilité et en les liant à la section « Notes et références ».
Fred Schell est un homme politique canadien, député de la circonscription électorale de Baffin-Sud, à l'Assemblée législative du Nunavut, depuis l'élection territoriale du 27 octobre 2008.
Avant de devenir député, il est maire de Cape Dorset.